# Франческо Рейнауди
Франческо Доменико Рейнауди (на италиански: Francesco Domenico Reynaudi) е католически архиепископ и депутат по право в Областното събрание на Източна Румелия.

## Биография
Франческо Рейнауди е роден на 3 септември 1808 година във Вила Франка в Савойското херцогство. През 1825 г. постъпва в ордена на капуцините, а през 1831 г. е ръкоположен за свещеник. Пристига в Пловдив на 13 декември 1841 г. след което изучава и усвоява български език.
На 17 декември 1867 година е избран за титулярен егейски епископ и назначен за апостолически викарий на Софийско-пловдивския викариат. На 22 март 1868 година е ръкоположен е за епископ в Цариград. Той наследява управлението на викариата от Андреа Канова и продължава неговото дело. Негов принос е откриване на католическата духовна семинария в Пловдив. Рейнауди построява едно голямо сиропиталище в 1872 г. с девически манастир за български сестри калугерки, възпитателки към сиропиталището. 
По време на Априлското въстание – 1876 г. Рейнауди се застъпва за въстаници пред властите. По време на кланетата в Батак и Перущица дават подслон на бежанци. По Руско-турската война той отказва да изпълни заповедта на Сюлейман Паша да напусне Пловдив заедно със свещениците си, защото градът ще бъде опожарен. Той остава със свещениците си и също насърчава своето паство да не напуска града
След освобождението до него се допитвала Европейската комисия по изработването на Румелийския органически устав. Рейнауди е депутат по право в Областното събрание на Източна Румелия и на три пъти бил избиран за негов почетен председател. За заслуги към бежанците и ранените руски войни бива награден от руския император с ордена „Света Ана“.
През 1882 г. основава католическа болница в Пловдив. Поради напреднала възраст, той сам пожелава да му бъде даден помощник и това е Роберто Менини през 1880 г.
На 5 май 1885 година подава оставка и се оттегля в Калъчлий. В знак на благодарност за делата му, папа Лъв ХІІІ го въздига в архиепископски сан, титуляр на древната Ставрополска епархия.
Рейнауди умира на 24 юли 1893 г. на 85 г., като прекарва в България цели 52 години и не пожелава да се завърне в отечеството си. Тялото му е пренесено в Пловдив и погребано в катедралата, редом с епископ Андреа Канова. Траурната церемония е изключително впечатляващо събитие за онова време. Пловдивският кмет Константин Хаджикалчов полага венец с надпис: „Във време на народни бедствия взе живо участие за облекчение съдбата на гонените българи, на които направи толкова благодеяния, че никой не ще го забрави“.

## Награди
Носител е на следните ордени:
- Орден „Света Ана“ (руски)
- Орден „За заслуги“ (български)
- Орден „Почетния легион“ (френски)
- Орден „Маврикий и Лазар“ (италиански)

Последните три ордена са му връчени на 4 октомври 1892 г. при освещаване на новата църква в село Калъчлий във връзка с неговата половинвековна служба в България.